# Maris Wrixon
Maris Wrixon (28 de diciembre de 1916 – 6 de octubre de 1999) fue una actriz cinematográfica y televisiva de nacionalidad estadounidense. Participó en más de 50 filmes rodados entre 1939 y 1951.

## Biografía
Su verdadero nombre era Mary Alice Wrixon, y nació en Pasco, Washington, siendo sus padres Mr. y Mrs. W.H. Wrixon. Se empezó a interesar por la interpretación gracias a un papel que hizo como estudiante en la Great Falls High School.
Obtuvo experiencia como actriz trabajando en el Teatro Pasadena Playhouse.
Se inició en el cine a finales de los años 1930, rodando un film en 1938 y 10 en 1939. Entre 1940 y 1942 actuó en 29 películas de Warner Bros., haciendo en unos casos papeles sin reflejo en los títulos de crédito, como en High Sierra y Amarga victoria, y en otros papales de reparto.
Wrixon trabajó principalmente en el cine de serie B y, además de sus producciones con Warner Bros., también actuó en películas de Monogram Pictures. Una de ellas fue la película de horror The Ape, protagonizada por Boris Karloff.
Su última película fue As You Were (1951).
Wrixon estuvo casada con el editor cinematográfico nominado al Premio Oscar Rudi Fehr, con el que tuvo tres hijos. La actriz falleció en Santa Mónica, California, en 1999, a causa de un fallo cardiaco.

## Selección de su filmografía
- 1940 : Flight Angels
- 1940 : The Ape
- 1941 : Million Dollar Baby
- 1941 : Footsteps in the Dark
- 1941 : The Case of the Black Parrot
- 1941 : A Shot in the Dark
- 1942 : Sons of the Pioneers
- 1944 : Waterfront
- 1945 : White Pongo
- 1945 : Black Market Babies
- 1946 : The Glass Alibi
- 1960 : Sea Hunt (serie TV), episodio Water Nymphs